# ズヴォンコ・ミロイェヴィッチ
ズヴォンコ・ミロイェヴィッチ（セルビア語: Звонко Милојевић, ラテン文字転写: Zvonko Milojević、1971年8月30日 - ）は、セルビア（旧ユーゴスラビア）の元サッカー選手。ポジションはゴールキーパー。

## 経歴
黄金期のレッドスター・ベオグラードで1989年にUEFAカップ1989-90・3回戦第2戦のケルン戦でデビュー、1991年にはインターコンチネンタルカップ 1991優勝を果たした。ユーゴスラビア代表としては1995年から1997年まで10試合に出場した。2007年にドイツで自動車事故に遭い重傷を負った。

## タイトル

### レッドスター・ベオグラード
- ユーゴスラビア・プルヴァ・リーガ：1989-90, 1990-91, 1991-92
- ユーゴスラビア / セルビア・モンテネグロ・プルヴァ・リーガ：1994-95
- ユーゴスラビアカップ：1989-90
- ユーゴスラビア / セルビア・モンテネグロカップ：1992-93, 1994-95, 1995-96, 1996-97
- UEFAチャンピオンズカップ：1990-91
- インターコンチネンタルカップ：1991